# Oleksiy Shubin
Oleksiy Shubin (en ucraniano: Шубін Олексій Вікторович, 5 de abril de 1975-Óblast de Járkov, 7 de marzo de 2025) fue un futbolista ucraniano que jugó en la posición de defensa.

## Equipos
| Periodo   | Club                           |
| --------- | ------------------------------ |
| 1992–1993 | FC Shahtar Pavlohrad           |
| 1993–1995 | Vedrich Rechitsa               |
| 1995–1998 | FC Torpedo Zaporizhzhia        |
| 1998      | Metalurg Nikopol               |
| 1999–2001 | FC Cherkasy                    |
| 2002      | FC Naftovyk Okhtyrka           |
| 2003      | FC Elektrometalurh-NZF Nikopol |
| 2004-2005 | FC Desna Chernihiv             |
| 2006-2008 | FC Khodak Czerkasy             |
| 2009-2014 | FC Avangard Pokrov             |

## Muerte
Shubin se unión a las Fuerzas Terrestres de Ucrania durante la Guerra ruso-ucraniana. Murió en una misión de combate en Lyptsi, de la cual no sobrevivió luego de ser atacado con un dron. Shubin fue reportado como fallecido el 7 de marzo de 2025 a los 49 años.